# Unbutton
Unbutton, em tradução literal para o português, quer dizer desabotoar. É a ação de abrir o botão. O contrário de abotoar. Termo associado, principalmente, ao uso de roupas. Exatamente por ter esse sentido, Unbutton é uma palavra que acabou ganhando outros significados em inglês e em diversas outras línguas pelo mundo.
Unbutton é uma expressão sem uma definição muito clara, mas que está sempre associada àquilo que é diferente, inusitado. Um lugar Unbutton é um lugar interessante, que foge do convencional. Bares podem ser Unbutton, museus podem ser Unbutton, ruas, 'praças, avenidas e até pessoas podem ser classificadas como Unbutton. Na música, muitos artistas e bandas são classificados dessa maneira. Mallu Magalhães, Vanguart, Forgotten Boys e Jennifer Lo-Fi são alguns deles.
Em certos casos, a expressão Unbutton é associada a ações. Unbutton ou “dar um Unbutton” em alguma coisa, significa libertar, despreender, soltar algo ou alguém.
Variação: Unbuttoned.